# Marcas, maître franc-maçon
Marcas, maître franc-maçon est une série de bandes dessinées d'après les romans de la série Antoine Marcas d'Éric Giacometti et Jacques Ravenne et dessinée par Gabriele Parma puis Éric Albert. Les deux premiers tomes parus adaptent le roman intitulé Le Rituel de l'ombre et les trois suivants sont l'adaptation du roman Le Frère de sang.

## Albums
- Tome 1 : Le Rituel de l'ombre 1/2, Delcourt, 2012[1], dessins de Gabriele Parma

Marcas doit enquêter sur une série de meurtres rituels : Marek, un professeur d'archéologie spécialiste des rites francs-maçons sauvagement assassiné à Jérusalem, et Sophie Dawes, une historienne franc-maçonne tuée à l'ambassade de France à Rome. Tous deux s'intéressaient de près à une mystérieuse pierre gravée, la pierre de Thebbah, qui intéresse aussi la secte nazie de Thulé...
- Tome 2 : Le Rituel de l'ombre 2/2, Delcourt, 2013[2], dessins de Gabriele Parma

- Tome 3 : Le Frère de sang 1/3, Delcourt, 2015, dessins d'Éric Albert, couverture d'Etienne Le Roux, couleurs de Catherine Moreau[3],[4]

Deux intrigues se mêlent. Paris, 1335. Un sorcier juif est brûlé vif en place publique, sa fille est torturée pour découvrir le secret de la fabrication de l'or et c'est Nicholas Flamel qui est mandé pour consigner les aveux. Paris, 2007. Deux crimes sont commis lors d'une cérémonie d'initiation maçonnique, un initié et un vieil ami du commissaire Antoine Marcas ; l'épée de La Fayette est volée et Marcas soupçonne l'assassin d'être un franc-maçon...
- Tome 4 : Le Frère de sang 2/3, Delcourt, 2016[5]

- Tome 5 : Le Frère de sang 3/3, Delcourt, 2016[6]

## Critiques
Le premier tome des adaptations dessinées des enquêtes d'Antoine Marcas reçoivent des critiques plutôt bonnes :
- « Ésotérisme subtil, violence crue et coups de théâtre multiples et échevelés sont au rendez-vous de cette bande dessinée remarquablement servie par le trait du dessinateur italien Gabriele Parma. » (Romain Brethes - Le Point du 5 septembre 2012)[7]
- « Les fans du commissaire Marcas étaient inquiets. Peut-on mettre un visage, une silhouette sur leur Franc-Maçon favori? Adapter n'est-ce pas trahir ? Évidemment, une BD, c'est plus concis, plus caricatural et, du coup, les mauvais sont très méchants et vraiment cruels. Le sang coule, quand il ne gicle pas carrément! L'histoire a été "actualisée" dans le sens où elle a intégré des éléments relatifs à l'actualité internationale de ces dernières années. Ceux qui ont aimé le livre retrouveront avec plaisir le "couple" Antoine Marcas - Jade Zewinski, militaire et antimaçonne, et leurs passes d'armes ! »[2]
- « La couverture du tome 1 fait craindre le pire. Cette première adaptation des romans d’Eric Giacometti et Jacques Ravenne transfert le titre du premier roman en sous-titre d’une série. Elle associe un homme avec une arme à la main, supposé Franc-Maçon mais qu’on ne sait pas encore commissaire, à un drapeau nazi en train de brûler. Derrière les grandes lettres du nom de l’auteur se retrouve les symboles de l’ordre maçonnique, le compas sur l’équerre. N’aurait-on pas droit à un ouvrage sulfureux où tout va se mélanger ? L’éditeur Delcourt n’a pas hésité à mettre en avant deux sujets qui interpellent le public. Il suffit de se rappeler des couvertures du Nouvel Observateur avec sa Croix Gammée cet été, et de tous les hebdomadaires d’actualité sortant régulièrement leur marronnier sur les Francs-Maçons en couverture. Difficile donc de ne pas penser à une démarche clairement commerciale… Et pourtant, l’adaptation par les auteurs du roman eux-mêmes ne trahit pas l’esprit originel, tout en rafraichissant certaines références liées à l’actualité. (...) »[8]

D'autres critiques sont plus assassines : « Les auteurs du roman à succès Le Rituel de l’ombre adaptent leur œuvre en bande dessinée, dans un diptyque de facture classique : une enquête policière, un héros sans peur et sans reproche doublé d’une jolie militaire, et une plongée dans l’histoire de la franc-maçonnerie, domaine propice aux croyances les plus folles. Hélas, malgré le soin qu’ils apportent à, justement, ne pas surfer sur les peurs irrationnelles liées à cette confrérie en apportant nombre d’informations intéressantes, Éric Giacometti et Jacques Ravenne peinent à faire décoller leur intrigue au-dessus du banal polar au décor folklorique. La faute sans doute au choix des méchants, des tenants d’une idéologie nazie qu’on croyait disparue : le duel entre ceux-ci et les maçons modernes renvoie immanquablement le thème général au registre des élucubrations ésotériques et des fantasmes récurrents.La faute aussi au graphisme. Car si le storyboard d’Ullcer se révèle plutôt efficace, le dessin de Gabriele Parma est bien trop raide, imprécis et maladroit pour séduire. Ajoutez à cela une couverture bien racoleuse, avec drapeau nazi, ville en flammes et le mot « franc-maçon » écrit en gros, et vous obtenez tout le contraire de la démarche initiale des auteurs, qui souhaitaient décrypter avec rigueur et distance les arcanes des Loges. Raté. »
Le troisième tome amorce la publication d'un autre roman : « le succès mitigé des deux premiers volumes pouvait laisser un arrière goût à l’éditeur et aux lecteurs. (...) Pour laver l’affront du demi-échec, le dessin a été confié à Eric Albert. Le dessinateur signe ici un retour plutôt audacieux.... ».